# Hypomyces ochraceus
Hypomyces ochraceus (Pers.) Tul. & C. Tul. – gatunek grzybów należący do rodziny rozetkowatych (Hypocreaceae). Pasożyt wielu gatunków grzybów.

## Systematyka i nazewnictwo
Pozycja w klasyfikacji według Index Fungorum: Hypomyces, Hypocreaceae, Hypocreales, Hypocreomycetidae, Sordariomycetes, Pezizomycotina, Ascomycota, Fungi.
Po raz pierwszy opisał go w 1801 r. Christiaan Hendrik Persoon nadając mu nazwę Sphaeria ochracea. Obecną, uznaną przez Index Fungorum nazwę nadali mu w 1865 r. Louis René Tulasne i Charles Tulasne.
Synonimy:
- Discosphaera ochracea (Pers.) Dumort. 1822
- Hypolyssus ochraceus (Pers.) Kuntze 1898
- Hypomyces terrestris Plowr. & Boud. 1880
- Sphaeria citrina var. ochracea (Pers.) Fr. 1823
- Sphaeria ochracea Pers. 1801[2].

## Morfologia
Teleomorfa
Na powierzchni żywiciela tworzy płaską, początkowo białą, potem czerwonawo-ochrową podkładkę z kulistymi owocnikami typu perytecjum o stożkowym ostiolum i delikatną, żółtawą ścianą. Worki 8-zarodnikowe, wrzecionowate, 250–300 × 6,5 µm. Zarodniki w workach częściowo zachodzą na siebie, są długie, wrzecionowate z ostro zakończonymi wierzchołkami, 35 × 6,5 µm, szkliste, w stanie dojrzałym dwukomórkowe i zwężone na przegrodzie.
Anamorfa
Tworzy dwie bezpłciowe morfy, dawniej opisywane jako odrębne gatunki: Verticillium agaricinum i Blastotrichium puccinioides. W Polsce obserwowano wyłącznie te formy. Podzielone przegrodami i rozgałęzione konidiofory o długości 55-88 µm powstają pęczkami po kilka. Ich końcowe gałązki są najszersze u podstawy i zwężają się ku końcom. Powstające na ich szczytach konidia mają łezkowaty, rzadziej kulisty kształt, wielkość 11,5–25,5 × 7,5–12,5 µm, są cienkościenne i szkliste. Ten typ zarodnikowania opisywano jako Verticillium agaricinum. W drugim typie, opisywanym jako Blastotrichium puccinioides, tworzą się chlamydospory. Następuje to podczas suchej pogody. Chlamydospory o wymiarach 61–107 × 30,5 µm powstają na szklistych, rozgałęzionych, septowanych i zaopatrzonych w gutule strzępkach o grubości 7–10 µm. Chlamydospory są maczugowate z zaokrąglonymi wierzchołkami, szkliste, pokryte brodawkami i mają 2–4 komórki. Dolna komórka zwykle jest gładka, największa jest środkowa.

## Występowanie i siedlisko
Hypomyces ochraceus występuje na niektórych wyspach i na wszystkich kontynentach poza Antarktydą. Występuje także w Polsce, ale był opisywany jako Verticillium agaricinum. Jest to teleomorfa tego gatunku. K. Bitner znalazł w Polsce ten gatunek 191 razy, w tym, jak pisał 186 razy jako V. agaricinum.
Grzyb nagrzybny będący obligatoryjnym, groźnym pasożytem wielu gatunków grzybów kapeluszowych. Występuje w wilgotnych i cienistych lasach od lipca do września, w gorące letnie dni po deszczach masowo. K. Bitner podał, że 17 sierpnia 1950 r. zaatakował wszystkie owocniki gołąbków w całym zbadanym przez niego obszarze lasu. Przy ciepłej pogodzie po deszczach Hypomyces ochraceus jest najczęściej występującym pasożytem grzybów, podczas zimnej pogody brak go zupełnie. Pasożytuje na gatunkach z rodzajów Russula (gołąbek) i Agaricus (pieczarka). Atakuje zdrowe owocniki, początkowo tworząc na nich niewielką, białą pleśń, która bardzo szybko rozrasta się, opanowuje cały owocnik i rozprzestrzenia na otaczające go rośliny. Owocnik ulega zniszczeniu i staje się miękki jak gąbka.